# 高镇同
高镇同（1928年11月15日—2025年1月21日），中国结构疲劳科学专家。

## 生平
生于北京，原籍江西都昌。1950年毕业于北洋大学航空系。北京航空航天大学教授。1991年选为中国科学院院士（学部委员）。